# Луна (Виченца)
Луна је насеље у Италији у округу Виченца, региону Венето.
Према процени из 2011. у насељу је живело 4 становника. Насеље се налази на надморској висини од 572 м.